# Anadoluponny
Anadoluponnyn är en hästras av ponnytyp som härstammar från Turkiet. Anadoluponnyerna kan variera mycket i både rasrenhet och utseende i olika delar av landet men Anadoluponnyer har varit kända i Turkiet i över 1000 år. Det är även en av de mest livskraftiga hästraserna med över 930 000 exemplar, även om rasen är väldigt ovanlig utanför Turkiet. En specifik typ av Anadoluponnyn kallas Araba, då den används till att dra de typiska arabavagnarna. 

## Historia
För över 1000 år sedan fanns det hästar i Turkiet som kallades Anatoliska hästar och som troligtvis härstammade från många av de hästar som fördes mellan Asien och Europa under olika folktåg. Bland annat fördes många turkmenska hästar, persiska araber, vanliga arabhästar och achaltekeer till Europa från Mellanöstern och flera hästar blev kvarlämnade i Turkiet under resorna. En hel del av de mongoliska vildhästarna Przewalski har med största sannolikhet influerat de små anatoliska hästarna. 
Under alla århundraden så korsades en del av de anatoliska hästarna med andra hästraser från mellanöstern, bland annat Kabardiner, Deliboz och Karabaghhästar. Efter mitten av 1900-talet gjordes flera tester på ponnyerna som visade att de ponnyer som avlades i norra och nordöstra Turkiet var mer influerade av de senare raserna medan de ponnyer som avlades i södra och sydvästra Turkiet var mer rasrena och DNAproven var tydligare med att påvisa släktskapet med de gamla anatoliska och turkmenska hästarna. Utseende kunde även variera mellan olika ponnyer. Namnet byttes snart till Anadolu och kallas ibland för Anadolu Ati eller Turkisk ponny. Idag finns det över 930 000 Anadoluponnyer i Turkiet vilket gör den till en av världens mest livskraftiga hästraser och den vanligaste hästrasen i Turkiet.  

## Egenskaper
Anadoluponnyn är ganska liten och blir oftast inte mer än 135 cm i mankhöjd, men den lilla ponnyn som funnits sedan antiken har också en primitiv styrka och kan med enkelhet bära en vuxen man under en hel dag. Trots detta är rasen ganska snabb och med en extrem uthållighet. Detta har gjort att den blivit populär både som ridponny och till transport och som packdjur. En speciell typ av Anadoluponnyn som används som körhäst kallas Araba, då de drar de berömda arabavagnarna. Araba är turkiska "hästkärra med hjul". Arabatypen är mycket stark och trots att de är mycket små kan de dra upp mot ett ton. 
Ponnyernas utseende kan variera mellan de olika lokala stammarna och vissa visar tydligt arabiskt ursprung med ädelt huvud med inåtbuktande nosprofil medan vissa visar primitivare drag som utåtbuktande nos och typiska primitiva tecken som en mörk rand längs ryggraden som kallas ål, eller zebratecken på benen. Det ponnyerna har gemensamt är att huvudet oftast är ganska litet i jämförelse med resten av kroppen, med liten mule och stora näsborrar. 